# Château de Foix (Roquefort)
Ne doit pas être confondu avec Château de Foix.
Le château de Foix est une ancienne demeure noble située sur la commune de Roquefort, dans le département français des Landes. Il en reste de nos jours quelques vestiges, notamment une tour.

## Présentation
Deux châteaux-forts ont défendu Roquefort au cours du Moyen Age : le premier d'entre eux, le château de Marsan, est édifié avant le début du XIIe siècle par les premiers vicomtes de Marsan, fondateurs de la ville, puis le château de Foix, édifié au milieu du XIIIe siècle, à une distance d'environ cent mètres en direction du sud-est. Il en reste de nos jours une tour en pierre de taille et moellons. Légèrement aplatie sur une face, elle a été rabaissée par rapport à sa taille d'origine. Elle comporte plusieurs ouvertures et des latrines.

### Toponymie
Il ne prend le nom de château de Foix qu'à partir du XIVe siècle, lorsque le fief passe aux mains des comtes de Foix en 1311. Cela se produit au moment du décès de la vicomtesse Constance de Moncade, qui lègue à sa sœur Marguerite de Béarn, comtesse de Foix, sa vicomté de Marsan. Avant cela, il apparaît tour à tour dans les actes médiévaux sous le nom de château de la Douze (castera de la Doze), grand château ou château de Pêne-Cadet. Ce dernier surnom est sans doute une manière imagée de décrire sa fonction de verrou de la ville (un pêne est un élément de serrurerie) et son statut de second château (un cadet est le deuxième d'une fratrie). Il est notamment chargé de surveiller et contrôler les accès par le vieux pont sur la Douze. Bâti au XIIIe siècle, lorsque le bourg castral devient castelnau, il ne possède qu'une arche gothique. Sa porte, dite de Pêne-Cadet, assure alors la surveillance du chemin de Mont-de-Marsan

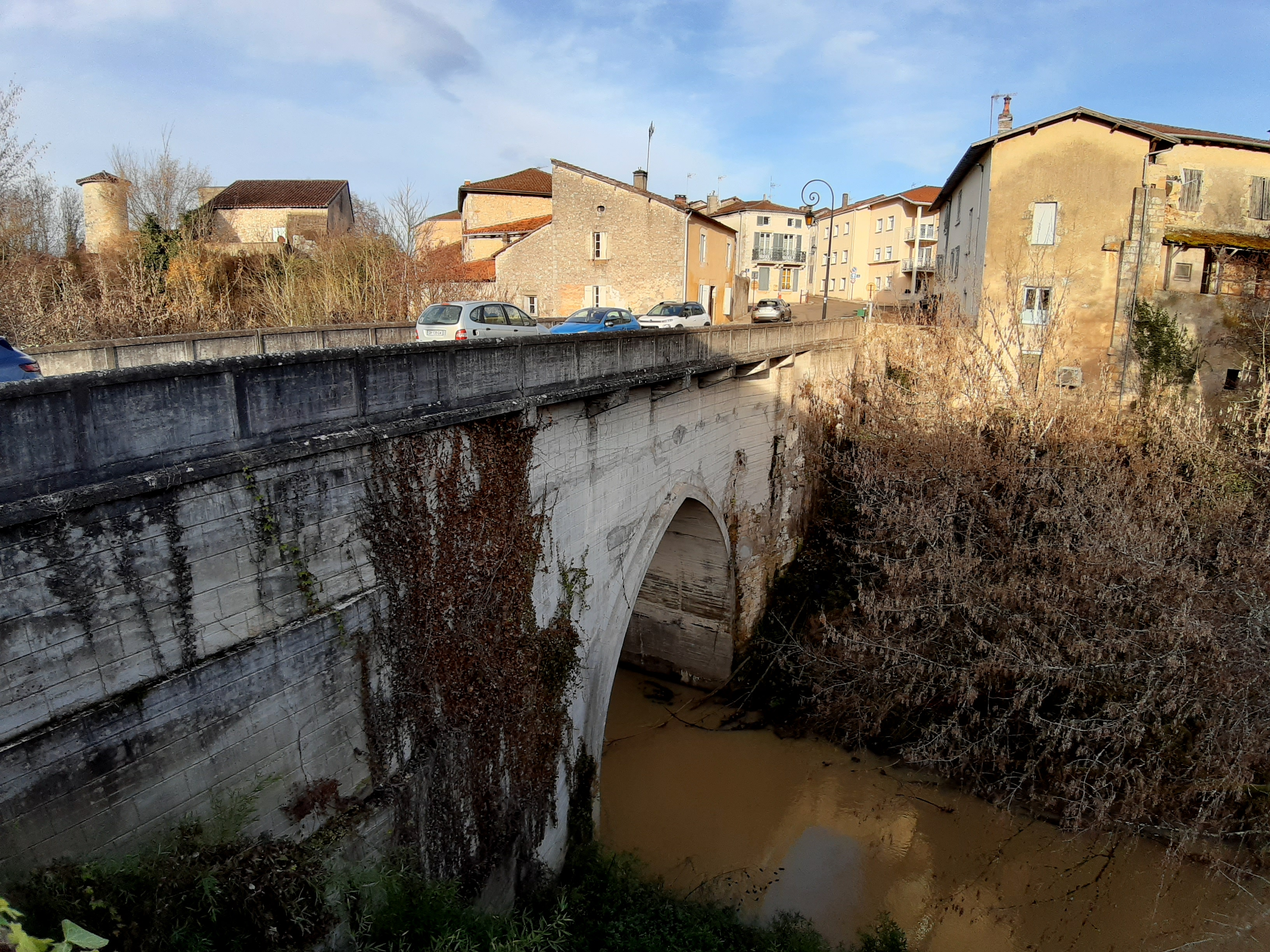
Le Vieux pont sur la Douze
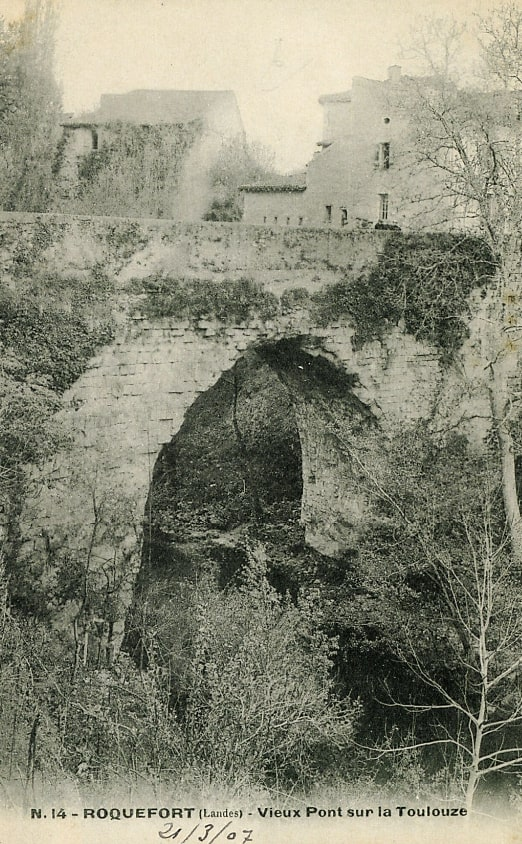
Carte postale ancienne du pont

### Architecture
En dépit du manque d'archives, le procès-verbal de la visite des châteaux de Navarre de 1609 commandité par le roi Henri IV et un plan de la cité gasconne réalisé par le dessinateur flamand Joachim Duviert (v.1580-1648) de 1612 permettent de savoir que le château de Foix est installé sur les bords de la Douze sur un éperon rocheux en forme de trapèze d'environ 60 à 70 mètres de long sur 50 mètres de large. Il est à l'origine séparé du château de Marsan par un fossé rempli d'eau entre la Douze et l'Estampon qui isole le château de Marsan et qui est depuis comblé. Au moment de sa construction, il comporte trois parties : à l'intérieur d'une enceinte se trouve une cour, un jardin et un corps de logis qui sert d'habitation principale. Au sous-sol sont aménagés deux celliers pour conserver les denrées alimentaires. Au rez-de-chaussée une antichambre permet l'accès à une grande salle et à une garde-robe. A côté du corps de logis se dresse la tour principale de forme cylindrique, avec sa basse-fosse et sa prison. Un escalier à vis mène aux chambres. Cette architecture militaire est complétée par les remparts de la ville. Le premier est érigé entre le château de Marsan et l'église Sainte-Marie. Il subit une extension dans la première moitié du XIIIe siècle.

### Historique

#### Origines
Aucun document n'atteste de la construction du château. Il est mentionné pour la première fois en 1251. Il est vraisemblablement édifié par Gaston VII, vicomte de Béarn et de Marsan de 1240 à 1290, cinquante années au cours desquelles il apporte d'importantes transformations au Marsan. Bien que vicomte, il ne possède par le château de Marsan, qui appartient en pleine propriété à la branche cadette de la famille de Marsan depuis que Pétronille, comtesse de Bigorre, leur a cédé en 1198 ses droits sur ce château. Or Gaston VII a besoin d'une forteresse sur ce domaine stratégique, qui donne notamment accès à ses terres de Gabardan. C'est la raison qui le décide à faire construire ce château entre 1240, date de son mariage, et 1251, date de sa première mention. Il devient alors le second siège de la coseigneurie de Roquefort.

#### Confiscations
Le château est confisqué dès 1251 par le duc d'aquitaine, qui est également le roi Henri III d'Angleterre, en conséquence de la rébellion de son vassal Gaston VII. Les officiers du roi duc remplacent la garnison du vicomte par leur propre troupe jusqu'en 1255. Quand Gaston VII marie sa fille Constance à l'infant d'Aragon en 1260, il lui offre le château en dot. En 1274, il est à nouveau confisqué car cette fois-ci, Constance s'oppose à la saisie de la vicomté de Bigorre par le duc d'Aquitaine Édouard Ier d'Angleterre, estimant que ce fief lui revient. Il est confisqué une troisième fois le 22 avril 1279 pendant 10 ans, jusqu'en 1289. Au décès de Constance en 1311, le château passe aux mains de sa sœur Marguerite, mariée au comte de Foix.

#### Destruction
On ignore ce qu'il advient du château pendant la guerre de Cent Ans. Il est peu à peu délaissé par ses propriétaires dont les intérêts les éloignent du Marsan à partir du décès de Gaston Fébus. Au gré des alliances, la vicomté passe en effet aux mains des comtes de Foix puis de la maison d'Albret. Elle devient moins essentielle et ses propriétaires continuent de la gérer à distance par l'intermédiaire d'administrateurs. Les 9 et 10 janvier 1584, Henri III de Navarre (le futur roi Henri IV) y séjourne avant de se rendre à Mont-de-Marsan, où il demeure jusqu'au 17 janvier. Endommagé pendant les guerres de Religion, le château est démoli en 1626 sur ordre du roi Louis XIII en représailles à un soulèvement de la Gascogne contre l'interdiction du protestantisme.

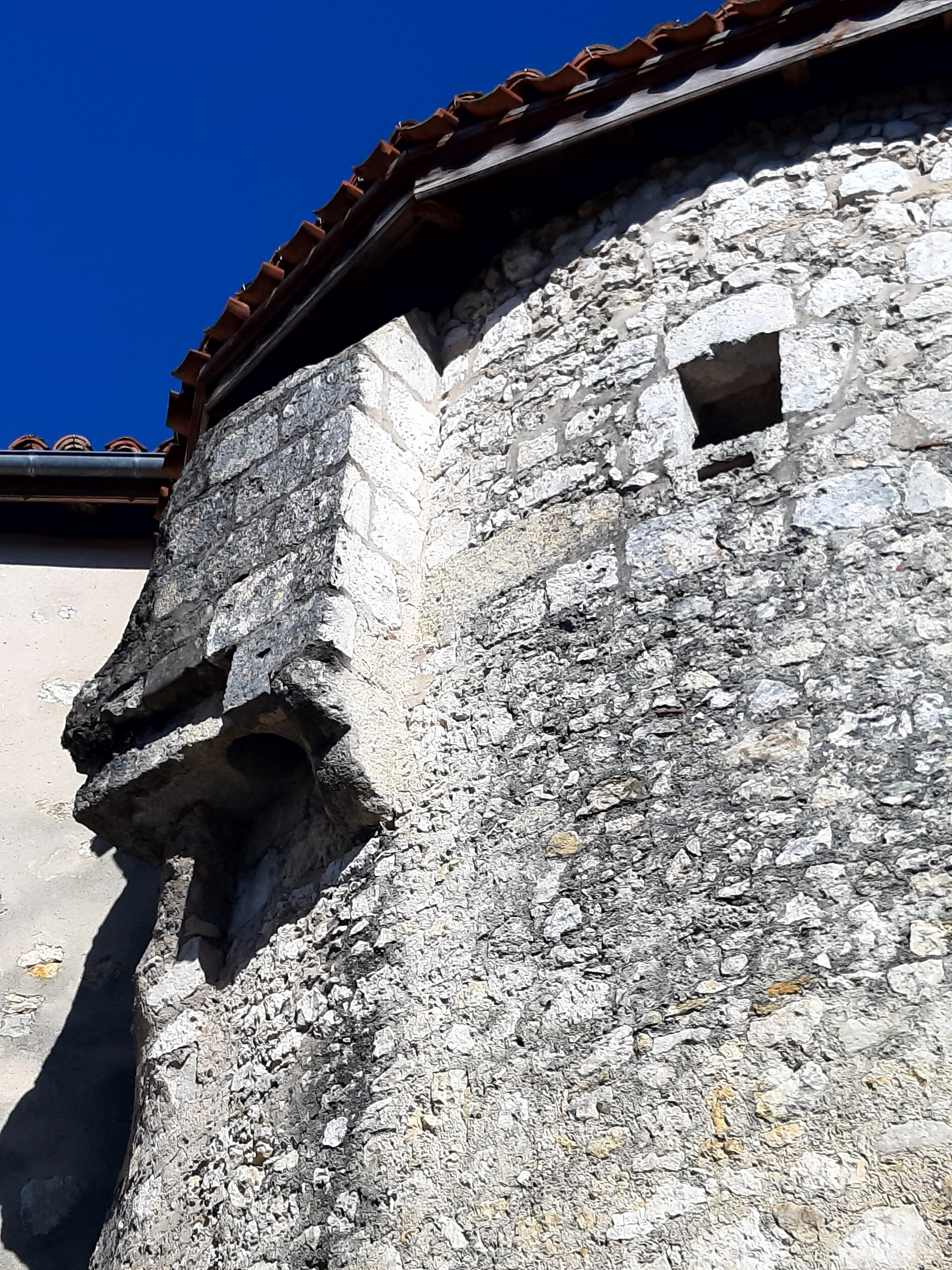
Latrines de la tour du coin